# The Pirate Planet
A The Pirate Planet a Doctor Who nevű sci-fi sorozatának a 16. évadjának a 2. története, melyet 1978. szeptember 30. és 1978. október 21. között vetítettek négy epizódban. A részt a Monty Python közreműködője, egyben a Galaxis útikalauz stopposoknak készítője, Douglas Adams írta, aki saját humorát is beleszőtte a történetbe.

## Történet
A Tardis a Calufrax bolygóra bolygóra utazik a műszerei szerint... vagy mégsem? Minden jel szerint a Zanakon vannak. A bolygó lakói furcsa nyugalomban élnek. A Doktor rájön, hogy a titokzatos Kapitány és Lady Xania a bolygó zsarnok, akik az űrkalózkodás egy szokatlan módján élnek (bolygókra teleportáltatják a Zanakot, ezzel a megszállt bolygó felszíne elposztol, s belőle kibányásszák az ásványokat).

## Könyvkiadás
Miután Douglas Adams nem jutott együttműködésre a Target könyvkiadóval, ezért nem készült hivatalos könyvváltozata a résznek.

## DVD és VHS kiadások
- 1995 áprilisában jelent meg VHS-en
- Amerikában DVD-n 2002. október 1-jén jelent meg.

### Fordítás
- Ez a szócikk részben vagy egészben  a   The_Ribos_Operation című angol Wikipédia-szócikk fordításán alapul.  Az eredeti cikk szerkesztőit annak laptörténete sorolja fel. Ez a jelzés csupán a megfogalmazás eredetét és a szerzői jogokat jelzi, nem szolgál a cikkben szereplő információk forrásmegjelöléseként.